# جانی مک‌دید
جان مک‌دید (انگلیسی: John McDaid؛ زادهٔ ۲۴ ژوئیه ۱۹۷۶) خواننده، ترانه‌پرداز، موسیقی‌دان و تهیه‌کننده موسیقی اهل ایرلند شمالی است. او یکی از اعضای گروه موسیقی اسنو پاترول است و در ترانه‌سرایی آثار خوانندگان از جمله اد شیرن، پینک و رابی ویلیامز همکاری داشته است.